# Drosophila neomorpha
Drosophila neomorpha är en tvåvinge som beskrevs 1957 av William B. Heed och Marshall Wheeler. Arten ingår i släktet Drosophila och familjen daggflugor. Artens förekommer från Mexiko till Trinidad.